# Rolf Lüerssen
Rolf Lüerssen (* 23. Juni 1920 in Wesermünde; † 2009 in Bremerhaven) war ein deutscher Politiker (CDU) und für Bremerhaven Mitglied der Bremischen Bürgerschaft.

## Biografie
Lüerssen war als selbstständiger Kaufmann für Feinkostwaren in Bremerhaven tätig.
Er wurde Mitglied der CDU und war in einem CDU-Ortsverband in Bremerhaven-Lehe aktiv. Von 1979 bis 1983 war er Mitglied der 10. Bremischen Bürgerschaft und dort Mitglied verschiedener Deputationen. Er setzte sich 1981 für eine Luneverlegung und eine Gewerbeansiedlung der Luneplate ein.
Von 1968 bis 1993 war er Vorsitzender vom Schützen Verein Lehe.